# Elles se rendent pas compte
Elles se rendent pas compte est un roman noir écrit par Boris Vian, sous le pseudonyme de Vernon Sullivan, paru en 1950.
Il raconte les péripéties de deux frères devant se débrouiller pour survivre au milieu d'une bande de truands trafiquants de drogue. Sexe et humour noir, qui constituent la marque de fabrique de romans de Sullivan, sont au rendez-vous dans ce livre.

## Résumé
Juin 195…, à Washington. Francis Deacon assiste au bal costumé donné par son amie d'enfance Gaya. Il est très surpris d'y apprendre que celle-ci va se marier. Et il est encore plus surpris de rencontrer le futur mari, Richard Walcott, dealeur homosexuel et membre du gang Walcott, mené par la redoutable Louise Walcott.
Aidé de son frère Ritchie, Francis mettra tout en œuvre pour tirer les choses au clair. Pourquoi ce mariage contre nature ? Comment Gaya est-elle tombée dans la drogue ? Et surtout, pourquoi diable toutes ces souris sont passées de l'autre côté ?

## Ambiance
Vian/Sullivan établit un univers bien planté pour le déroulement de l'intrigue :
- Bien que l'auteur ne se soit jamais rendu aux États-Unis, les descriptions qu'il fait du tissu urbain s'efforcent de donner le change, et certains détails pourraient laisser penser qu'il s'agit là d'un véritable témoignage.
- L'ambiance « Amérique des années 1950 » est également rendue par certaines références culturelles, comme le rapport Kinsey (chapitre IV), le chriscraft sur le Potomac (chapitre V)…
- L'écriture, prétendue traduction depuis l'américain, est très riche en termes argotiques.
- La sexualité est largement abordée, que ce soit au travers de scènes de sexe (dont un cas de triolisme et un d'asphyxiophilie), parfois non consensuelles ou s'apparentant à des viols de correction — le personnage principal et son frère cherchent à « convertir » des femmes lesbiennes à l'hétérosexualité en les « punissant ». Il y est aussi mention de transvestisme, à but sexuel ou non (le bal costumé du début de l'ouvrage, où Francis est déguisé en Frances, est une parfaite entrée en la matière), et enfin au travers du sujet de l'homosexualité, objet de l'intrigue, puisqu'en ayant recours à l'homosexualité féminine, « elles se rendent pas compte » de ce qu'elles loupent, dixit le protagoniste.

### Vidéographie
- [vidéo] Émission littéraire "À lire et à relire" où Véronique Anfosso nous présente ce roman, disponible sur www.rdvtele.com